# Лежар, Жонатан
Жоната́н Ферна́н Жан Лежа́р (фр. Jonathan Fernand Jean Legear; 13 апреля 1987, Льеж) — бельгийский футболист, полузащитник.

## Карьера

### Клубная карьера
В возрасте восьми лет начал заниматься футболом в маленьком льежском футбольном клубе «Jeunesse sportive du Thier-à-Liège». В 1998 году перешёл в футбольную школу льежского «Стандарда». В 2003 году был подписан футбольным клубом «Андерлехт». За команду выступал до 2011 года. За это время сыграл за клуб более 120 матчей и забил 19 мячей. 27 августа подписал контракт с российским футбольным клубом «Терек» сроком на 3 года. 12 сентября, в матче 23 тура чемпионата России против краснодарской «Кубани» (1:2), дебютировал за грозненский клуб. 16 января 2014 года покинул «Терек».

### Международная карьера
В начале октября 2010 года был приглашен в сборную Бельгии по футболу на матчи отборочного цикла чемпионата Европы 2012 года. Дебютировал в национальной сборной 10 октября в матче против сборной Казахстана.

## Нарушения закона
24 мая 2009 года, выйдя в пять часов утра из клуба, Жонатан сел за руль своей машины и, не успев выехать с парковки, врезался в другую машину, чей владелец был свидетелем происходящего. Несмотря на это, Лежар предпринял попытку скрыться с места происшествия. Но, спустя некоторое время, потерял управление машиной и врезался в гараж. Бельгиец находился в состоянии алкогольного опьянения, а также отказался проходить тест на содержание алкоголя в крови. Зимой 2011 года футболист был приговорён к двум неделям тюрьмы и лишению водительских прав на месяц. А также он должен был выплатить штраф в размере 1127 евро и снова сдать экзамен на получение водительских прав.
7 октября 2012 год Лежар, находясь в состоянии алкогольного опьянения, на своем автомобиле Porsche Panamera протаранил магазин на заправке в бельгийском городе Тонгерен. Летом 2013 года суд на четыре месяца лишил игрока водительских прав. Санкции распространяются только на территорию Бельгии. Чтобы восстановить права, Лежару придётся сдать экзамены по теории и практике вождения. Кроме того, футболисту придётся пройти медицинское обследование и психологическое тестирование. Сумму ущерба, нанесенного Лежаром магазину и автозаправочной станции, на выезде с которой находился магазин, оценили в € 180 тысяч. Эти деньги футболист уже выплатил. Кроме этого, Лежару придётся заплатить штраф в размере € 2,4 тысячи.